# Русановский, Пётр Иванович
Пётр Иванович Русановский (?—1839) — переводчик Морского учёного комитета при Адмиралтействе, директор музеума Адмиралтейского департамента.

## Биография
С 1770 года был учителем иностранных языков в дворянской гимназии Московского университета. В 1772 году Московский университет присвоил ему степень бакалавра, в 1788 году — магистра философии и свободных наук.
В 1794 году он был командирован на шведскую границу в качестве чиновника особых поручений при вице-адмирале маркизе де Траверсе, а через 5 лет был назначен экспедитором Комиссии духовных училищ по учёной части. Когда де Траверсе стал управляющим морским министерством, Русановский был назначен 30 июня 1810 года директором «Музеума Государственного Адмиралтейского Департамента».
В 1823 году Русановский, уже бывший тогда статским советником, был уволен от службы, причём, благодаря ходатайству маркиза де Траверсе, ему был Высочайше пожалован полный пенсион — 1500 рублей в год.
Русановский был членом масонской ложи А. Ф. Лабзина «Умирающий сфинкс», но в 1820 году был из неё исключён за то, что не посещал собраний ложи.
Умер Русановский в Москве в 1839 году.